# Osman Sow
Serigne Osman Petter Sow (Stoccolma, 22 aprile 1990) è un ex calciatore svedese, di ruolo attaccante.

## Caratteristiche tecniche
Centravanti, può giocare anche come seconda punta o come esterno d'attacco sinistro.

## Palmarès

### Club

#### Competizioni nazionali
- Scottish Championship: 1

Hearts: 2014-2015